# Death Row Records
Death Row Records – amerykańska wytwórnia płytowa założona w 1991 przez Suge Knighta i Dr. Dre.
W 2022 właścicielem wytwórni został Snoop Dogg.

## Historia
W Death Row ukazały się m.in. płyty The Chronic Dr. Dre we współpracy ze Snoop Doggiem, Tha Dogg Pound, Warren G, Nate Dogg, utrzymana w stylu g-funk oraz autorska Doggystyle Snoop Dogga, wyprodukowana w pełni przez Dr. Dre. Potem wydany został album Dogg Food grupy Tha Dogg Pound, na którym udzielili się m.in. Snoop Dogg, Dr. Dre, Nate Dogg, Tray Deee, i który mimo wielu kontrowersji odniósł wielki sukces. Suge Knight płacąc kaucję za przebywającego w więzieniu 2Paca nakłonił go do nagrywania dla tej wytwórni. Pierwszą płytą Tupaca jaka ukazała się pod szyldem Death Row Records był pierwszy hip-hopowy dwupłytowy album All Eyez on Me, na którym wystąpili między innymi Dr. Dre, Snoop Dogg, Nate Dogg, Tha Dogg Pound, Method Man, Redman i Outlawz. Płyta ta była uważana przez wielu za najlepsze dzieło hip-hopowe w historii rapu. Pokryła się dziesięciokrotną platyną. Dr. Dre postanowił opuścić wytwórnię, ponieważ dowiedział się, że jest okradany ze swoich pieniędzy. Następnym albumem był Doggfather Snoop Dogga, wydany na cześć zamordowanego 2Paca. Album ten sprzedał się słabo, ponieważ wszyscy byli wstrząśnięci śmiercią Shakura. Po tym albumie wytwórnia zaczęła powoli podupadać.
Najlepsze czasy dla wytwórni przypadały na okres do 1996, kiedy to Snoop Dogg rymował razem z Shakurem, a producentem był Dr. Dre.
W 2007 Suge Knight ogłosił likwidację wytwórni. W lipcu 2008 roku została sprzedana przez Suge Knighta z powodu bankructwa. Cena za jaką wytwórnia została sprzedana na aukcji to ponad 24 miliony dolarów. Nowym właścicielem została Lara Lavi. Wytwórnia stała się częścią WIDEawake Entertainment. W wywiadzie Lavi potwierdziła, że zamierza wydać album Tupaca Shakura z reszty jego niewydanych utworów w przyszłości.
Dla wytwórni nagrywali między innymi Dr. Dre, Snoop Dogg, Tupac Shakur, Nate Dogg, Warren G, The Lady of Rage, Michel’le, Danny Boy, Tha Dogg Pound, The D.O.C., Soopafly, MC Hammer czy Vanilla Ice.